# 小笠原信浄
小笠原 信浄（おがさわら のぶきよ）は、戦国時代から安土桃山時代にかけての武将。津軽氏（大浦氏）の家臣。諱は「信清」とも。伊勢守。

## 略歴
元々は信濃国深志郷の出身で、天文年間に陸奥国南部領の明野に移り、明野與四郎と名乗る。天文22年（1553年）頃より大浦為信に仕えた重臣で、さまざまな戦いで貢献したといわれる。森岡信元や兼平綱則らと並んで、大浦三老の一人に数えられている。
文禄元年（1592年）、木庭袋（きばくら）と改姓し、居土村に隠居した。

## 参考資料
- 『戦国時代人物事典』（学習研究社、2009年） ISBN 4054042902
- 『青森県史』